# Cerro Teotepec
Le cerro Teotepec est le point le plus élevé du Guerrero avec 3 540 m d'altitude, il se situe dans la sierra Madre del Sur.